# Ambrose Bierce
Ambrose Gwinnett Bierce (24. června 1842, Meigs County, Ohio – po 26. prosinci 1913, Mexiko) byl americký povídkář, esejista a novinář.

## Život
Ambrose Bierce se narodil v selské rodině jako desátý ze třinácti dětí. Surová „výchova“ jeho otce jej navždy poznamenala životní zatrpklostí. Již v patnácti letech proto odešel z domova pracovat do tiskárny. V sedmnácti letech začal studovat na Kentuckém vojenském institutu, ale po roce školu opustil a živil se příležitostnými pracemi jako dělník nebo číšník. Během americké občanské války bojoval na straně severu u 9. pěšího pluku z Indiany a roku 1864 byl těžce zraněn do hlavy (bolestmi z následků zranění trpěl pak po celý život, k tomu se později připojilo ještě astma). Zpočátku byl poddůstojníkem, ale armádu opustil v hodnosti majora, přičemž odmítl nahromaděný zvýšený plat, protože to byla podle jeho názoru odměna za to, že byl „vrahem pro svou vlast“.
Po válce se Bierce usadil v San Franciscu, kde se postupně vypracoval jako redaktor a kritik. Pracoval pro noviny San Francisco News-Letter and California Advertiser seznámil se s Markem Twainem a Bretem Hartem a od roku 1871 začal publikovat povídky vyznačující se neúprosnou satirou a chmurným humorem, ale také temnou fantastikou a atmosférou hrůzy. V prosinci roku 1871 se oženil a v letech 1872 až 1876 žil se svou manželkou v Anglii, kde svůj literární styl doplnil o eleganci a jedovatě vybroušený vtip. Ten bohatě využil po návratu do vlasti při psaní (s přestávkami od roku 1877 do roku 1896) novinového sloupku Prattler (Žvanil), který byl velmi oblíbený. V osobním životě však Bierce příliš šťastný nebyl. Roku 1888 se rozvedl se svou manželkou, roku 1889 zemřel v sedmnácti letech jeho první syn a roku 1901 ve věku dvaceti sedmi let druhý.
Roku 1896 Bierce přesídlil do Washingtonu, kde působil jako vyhledávaný publicista. Sám pořádal své Sebrané spisy, které vyšly ve dvanácti svazích v letech 1909 až 1912. V říjnu roku 1913 se pak vydal do Mexika sledovat průběh právě tam probíhající občanské války. Jeho poslední korespondence je datována dnem 26. prosince, po tomto datu Bierce zmizel a jeho další osud není dodnes uspokojivě vysvětlen. Některá svědectví však tvrdí, že byl na počátku roku 1914 zastřelen v Sierra Mojada ve státě Coahuila, kde má dnes pamětní desku.

## Dílo

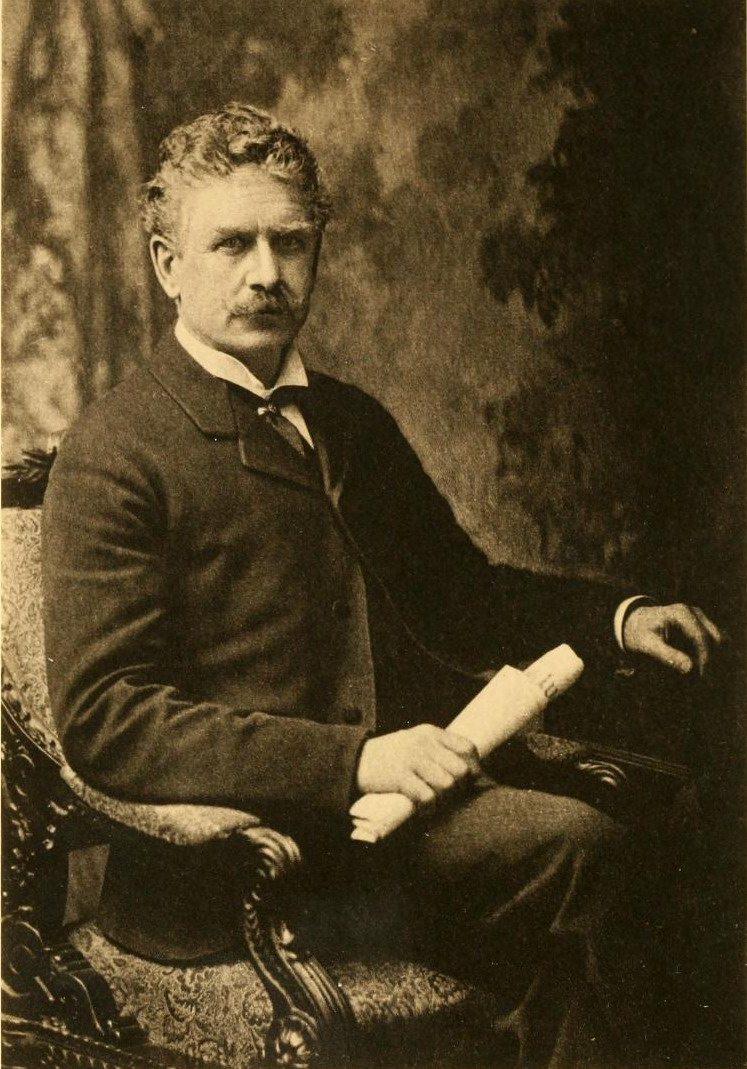
Ambrose Bierce

Ambrose Bierce je považován za jednoho z předchůdců moderní americké literatury 20. století. Své povídky vydával časopisecky i knižně v povídkových sbírkách. Psal děsivé horrory a jiné fantaskní příběhy s překvapujícím vyzněním, kterými se stal pokračovatelem Edgara Allana Poea, i povídky plné černého humoru stíhající cynismus a sadismus. Skutečným mistrem hrůzy se však stal svými příběhy z americké občanské války Tales of Soldiers and Civilians (1891, Povídky o vojínech a civilistech), ve kterých se fantastika spojuje s reálnými krutými válečnými zážitky a s demaskováním válečné slávy. V této povídkové sbírce je obsažena snad nejznámější Biercova povídka An Occurrence at Owl Creek Bridge (1890, Případ na mostě přes Soví řeku), proud podvědomí člověka, který je jako přistižený vyzvědač popraven oběšením.
Zvláštní část Biercovy tvorby tvoří satirické aforismy, pořekadla a žertovné poznámky mající často až zoufale nihilistický charakter, která jsou obsažena v knize The Cynic's Word Book (1906, Cynikův slovníček) známé spíše pod názvem ze svého vydání z roku 1911 The Devil's Dictionary (Ďáblův slovník).

## Filmové adaptace
Podle povídek Ambrose Bierceho bylo natočeno více než třicet, převážně krátkometrážních filmů, například
- The Bridge (1929), americký němý film podle povídky An Occurrence at Owl Creek Bridge, režie Charles Vidor.
- An Occurrence at Owl Creek Bridge (1959), americký televizní film ze seriálu Alfred Hitchcock Presents, režie Robert Stevenson,
- Chickamauga (1962), francouzský krátkometrážní film podle stejnojmenné povídky, režie Robert Enrico,
- La rivière du hibou (1962), francouzský krátkometrážní film podle povídky An Occurrence at Owl Creek Bridge, režie Robert Enrico,
- Au coeur de la vie (1963), francouzský film podle povídek An Occurrence at Owl Creek Bridge, Chickamauga a The Mockingbird, režie Robert Enrico,
- The Man and the Snake (1972), britský krátkometrážní film podle stejnojmenné povídky, režie Sture Rydman,
- Parker Adderson, Philosopher (1974), americký televizní krátkometrážní film podle stejnojmenné povídky, režie Arthur Barron,
- The Moonlit Road (2008), americký krátkometrážní film podle stejnojmenné povídky, režie Leor Baum.

## Česká vydání
- Uprostřed života: povídky o vojínech a civilistech, Jan Otto, Praha 1909, přeložila Božena Koppová,
- Moxonův pán a jiné povídky, Odeon, Praha 1966, vybral Josef Škvorecký, přeložil Jan Zábrana,
- Oči plné děsu, Winston Smith, Praha 1992, přeložil Jan Zábrana,
- Ďáblův slovník, Thyrsus, Praha 1996, přeložila Hana Ulmanová, znovu Plus, Praha 2010.
- Zabit u Resaky, Toužimský a Moravec, Praha 2007, přeložil Jan Zábrana a Mikuláš Moravec,
- Jedné letní noci, Argo, Praha 2011, přeložil Jan Zábrana, bilingvní vydání sedmi povídek.